# Нордбю
Но́рдбю (дан. Nordby) — місто в Данії. Розташоване на острові Фаньо (частина Данських островів у Ваттовому морі) біля Північного моря, навпроти порту Есб'єрг. Найбільше місто на острові. Адміністративний центр комуни Фаньо в області Південна Данія. На 1 січня 2014 року у місті проживало 2659 осіб.

## Історія
Нордбю сформувалося навколо поселення Одден. Протягом XVIII століття місто розвивалося. Нині місто розширилось на захід та південь.

## Заняття населення
Населення Нордбю займається туризмом, ремеслом та обслуговуванням. Із закриттям морського університету частка моряків зменшується, а кількість пасажирів на материк зростає.